# Yokosuka K2Y
Lo Yokosuka K2Y, citato pure come Yokosho K2Y ed indicato anche addestratore primario basato a terra Tipo 3 (三式陸上初歩練習機?) in base alle convenzioni di designazione allora vigenti, fu un aereo da addestramento primario biposto, monomotore e biplano, sviluppato dall'ufficio di progettazione giapponese "Kūgishō", il Primo arsenale tecnico aeronavale di Yokosuka nei tardi anni venti e prodotto, oltre che dallo stesso, da altre cinque diverse aziende aeronautiche nazionali.
Variante depotenziata del britannico Avro 504N, venne impiegato per la formazione dei piloti della Dai-Nippon Teikoku Kaigun Kōkū Hombu, la componente aerea della Marina imperiale giapponese, andando ad affiancare l'Avro L, la versione basata a terra realizzata su licenza dalla Nakajima Hikōki, rimanendo in servizio fino ai primi anni quaranta.

## Storia del progetto
Lo sviluppo del K2Y venne commissionato dallo stato maggiore della Marina imperiale nel 1928 come possibile sostituto degli Avro 504K che equipaggiavano le proprie scuole di volo dall'inizio del decennio, da quando il governo britannico inviò in Giappone la Sempill Mission, un gruppo di istruttori aeronavali inglesi guidati dal capitano William Forbes-Sempill, per consentire alla marina imperiale di costituire una propria componente aerea. Il nuovo modello avrebbe dovuto esprimere prestazioni complessive superiori, non penalizzando però la già ottima stabilità e manovrabilità dei 504, utilizzando inoltre motori di concezione nazionale.
L'ufficio tecnico del Primo arsenale tecnico aeronavale, dipartimento al quale era demandato studio e progettazione di velivoli per la marina e situato presso la base navale di Yokosuka, sviluppò un modello che riproponeva, con alcune migliorie, l'impostazione generale dei 504 già in servizio. Il progetto presentava una cellula a struttura lignea ricoperta da pannelli di compensato che integrava i due abitacoli, aperti e separati, posti in tandem per allievo pilota e istruttore, abbinata a una nuova velatura biplana, anch'essa dalla struttura lignea, con piani alari collegati da una doppia coppia di montanti interalari per lato. Modifiche vennero introdotte anche nel disegno della coda e nel carrello d'atterraggio, sempre un biciclo fisso con pattino d'appoggio.
Il prototipo, completato nell'aprile 1929, durante le prove di volo confermò le aspettative dimostrando anche limitate capacità acrobatiche e ottenuto il consenso da parte delle autorità militari venne avviato alla produzione in serie.

## Impiego operativo
Il K2Y iniziò ad essere consegnato alle scuole di volo della marina fin dal 1929 rimanendo in servizio fino all'introduzione del più recente Kyūshū K9W venendo rimpiazzato dal nuovo modello nei primi anni quaranta.

## Versioni
K2Y1versione indicata anche come Tipo 3-1, equipaggiata con un motore radiale Armstrong Siddeley Mongoose costruito localmente su licenza, realizzata in circa 60 esemplari.
K2Y2versione indicata anche come Tipo 3-2, equipaggiata con un motore radiale Gasuden Jimpu 2 da 160 hp, realizzata in circa 300 esemplari.

## Utilizzatori
Giappone
- Dai-Nippon Teikoku Kaigun Kōkū Hombu

 Manciukuò
- Dai-Manshū Teikoku Kūgun

### Annotazioni
1. ↑  La bibliografia anglofona, diventata poi internazionalmente riconosciuta, attribuisce spesso come costruttore l'arsenale navale della Marina imperiale giapponese presso Yokosuka mentre la bibliografia giapponese cita il "Kūgishō" (空技廠) come contrazione del termine "Kōkū Gijutsu-shō".

### Fonti
1. ↑  Francillon 1970, p. 493.
2. ↑  Mikesh e Abe 1990, p. 277.
3. ↑  Mikesh e Abe 1990, p. 276.